# Jacquemontia eastwoodiana
Jacquemontia eastwoodiana är en vindeväxtart som beskrevs av Ivan Murray Johnston. Jacquemontia eastwoodiana ingår i släktet Jacquemontia och familjen vindeväxter. Inga underarter finns listade i Catalogue of Life.